# Pedro Luis Martín González
Pedro Luis Martín González (Madrid, 17 de febrero de 1967) es un periodista español que trabaja actualmente en la Cadena Cope, en el programa de deportes "Tiempo de Juego". 

## Biografía
Conocido en el ámbito periodístico como @pedritonumeros, es un destacado periodista deportivo español especializado en estadísticas futbolísticas. 
Nacido en Madrid capital, Pedro tuvo claro desde pequeño a lo que se quería dedicar. El periodismo fue desde el principio algo vocacional e identificatorio para él. Se licenció en Periodismo por la Universidad Complutense de Madrid e inició su carrera laboral como cualquier otro periodista. Tras finalizar sus estudios, pronto se introdujo en la prensa escrita de diferentes periódicos autonómicos y nacionales.  
Desde pequeño, su afán por hacer "listas" y tener estadísticas de lo que fuese, le llevaron a recopilar datos de casi todo, en especial de su mayor pasión, el fútbol.  
Tras varios años ejerciendo su profesión soñada, se topó en 1995 con la redacción de deportes de la Cadena SER en Madrid, donde convenció a Paco González, su amigo desde la infancia, para integrar datos estadísticos en el programa Carrusel deportivo. Esta colaboración marcó el inicio de su reconocimiento como experto en estadísticas futbolísticas.  
Desde ese momento, su trabajo y su labor como informador y comunicador cambiaron. En 2010, el cambio de cadena de todo el equipo de Carrusel deportivo le llevó a Pedro Martín hasta el programa de Tiempo de juego, en la COPE, dirigido por Paco González. En este espacio, ha continuado aportando su vasto conocimiento estadístico, convirtiéndose en una figura clave para los oyentes interesados en datos y récords futbolísticos.
Además de su labor radiofónica, su amplio conocimiento y su larga trayectoria como recopilador de datos y estadísticas futbolísticas, le ha incluido en el mundo editorial. En 2016, se aventuró en la escritura de su primer libro, El gran libro de los récords, con 200 historias del fútbol español y en el que pudo contar con la participación de su amigo Paco González (prólogo) y de su también amigo y compañero Pepe Domingo Castaño (epílogo).  
En 2024, con una carrera profesional más consolidada, publicó Futbolpedia, un libro que recopila más de 1.000 récords sobre fútbol, diseñado tanto para la lectura como para el entretenimiento interactivo.
Su presencia en redes sociales, especialmente en Twitter, con alrededor de 127 mil seguidores, ha ampliado su influencia, permitiéndole compartir datos y curiosidades futbolísticas con una amplia audiencia. A lo largo de su carrera, Pedro Martín ha demostrado una dedicación constante al periodismo deportivo, destacando por su precisión y pasión por las estadísticas del fútbol.

## Vida profesional
Terminó sus estudios de periodismo en Madrid y empezó a labrar su futuro en diversos medios escritos y periódicos de la época. El Sol en Málaga, Claro en Madrid y El Progreso en Lugo, fueron algunos de sus primeros trabajos dentro del periodismo.  
En 1995, tras varios años ejerciendo la profesión, se incorporó a la redacción de deportes de la Cadena SER , donde trabajó junto a Paco González y el resto de compañeros, en Carrusel deportivo.  Esta nueva etapa laboral cambiaría al completo su futuro como profesional. 
En 1998, amplió su labor periodística al unirse al diario As , donde consolidó su reputación como analista de datos futbolísticos. 
Su experiencia en el periodismo deportivo y en la radio, lo llevó en 2010 a formar parte del equipo de Tiempo de juego en la COPE, tras el cambio de Paco González y su equipo desde la SER hasta la COPE. Actualmente, sigue formando parte del programa líder de la radio deportiva española. 
Ligado a todo lo anterior, dos logros muy significativos en su labor como periodista deportivo han sido sus dos libros relacionados con el fútbol, sus estadísticas y los récords más importantes y asombrantes: El Gran Libro de los Récords (2016). y Futbolpedia (2024)

## Premios y reconocimientos
El programa "Tiempo de juego" ha recibido numerosos reconocimientos destinados a todos los miembros del equipo. El programa es líder de audiencia en la radio deportiva española desde hace ya muchos años. 